# کلاید سفتون
کلاید سفتون (انگلیسی: Clyde Sefton؛ زادهٔ ۲۰ ژانویهٔ ۱۹۵۱) ورزشکار ورزش دوچرخه‌سواری اهل استرالیا است.
وی در مسابقات کشوری و بین‌المللی در مجموع برندهٔ ۱ مدال نقره شده‌است.